# 一包香烟
《一包香烟》（俄語：Пачка сигарет）是苏联後龐克乐队电影的专辑《一颗叫做太阳的恒星》（1988年）中的一首歌曲，是电影乐队最著名的歌曲之一。1988年，维克多·崔在出演电影《针》（Игла）期间创作了該歌曲。
乐队原本计划用这首歌的歌名来给新专辑命名，但崔在录音的最后一天决定将歌曲《一颗叫做太阳的恒星》收录进专辑，因此该专辑的题目便随之更改为“一颗叫做太阳的恒星”。
在21世纪，有很多音乐人和乐队（如谢尔盖·施努罗夫、維多普利亞索夫的呐喊）都曾翻唱过这首歌。